# Italijanska okupacija Francije
Med drugo svetovno vojno je Fašistična Italija zasedla in okupirala več ozemelj Francije na jugo-vzhodu, vključno z Monakom, vzporedno z nemško okupacijo Francije. Okupacija je imela dve fazi, vključno s Primerom Anton novembra 1942, v kateri se je italijansko okupirano območje močno razširilo. Italijanske sile so se septembra 1943 po padcu fašističnega režima v Italiji umaknile iz Francije, nemške sile Wehrmachta pa so zapuščene kraje zasedle vse do osvoboditve leta 1944.      

## Italijanska okupacija
Nemčija je bitko za Francijo začela 10. maja 1940 in do konca meseca so nemške čete vdrle v Francijo. V začetku junija so se britanske sile umaknile iz Francije. 10. junija 1940 je Italija napovedala vojno Francozom in Britancem. Deset dni kasneje je italijanska vojska vdrla v Francijo. 24. junija 1940, po padcu Francije, sta Italija in Francija, dva dni po premirju med Francijo in Nemčijo, podpisali francosko-italijansko premirje, pri tem pa sta se dogovorili tudi o italijanskem okupacijskem območju.
To začetno okupacijsko območje, ki je bilo uradno priključeno Fašistični Italiji, je obsegalo 832 kvadratnih kilometrov in je vsebovalo 28.500 prebivalcev. Največje mesto v začetnem italijanskem okupacijskem območju je bil Menton. Glavno mesto znotraj »demilitariziranega območja« 50 km od nekdanje meje z italijanskim Alpskim gorovjem, pa je bila Nica.
11. novembra 1942 je v povezavi s primerom Anton, nemško okupacijo Vichyjske Francije, kraljeva italijanska vojska (Regio Esercito) razširila svoje okupacijsko območje. Italijanske sile so prevzele nadzor nad Toulonom in celotno Provanso vse do reke Rone z otokom Korziko. Nica in Korzika naj bi bili priključeni Italiji (kot se je zgodilo leta 1940 z Mentonom), da bi izpolnili težnje italijanskih iredentistov (vključno z lokalnimi skupinami, kot so Nizzardovi Italijani in Korziški Italijani). Vendar pa to ni bilo nikoli dokončno sprejeto, zaradi italijanske kapitulacije septembra 1943, ko so Nemci zavzeli italijansko okupacijsko cono. 
Območje jugovzhodne Francije, ki so ga dejansko zasedli Italijani, je bilo sporno. Študija zgodovine trdi, da so dostavo pošte v delu Francije nadzorovali Italijani in Nemci. S preučevanjem pošte, ki jo je cenzurirala okupacijska oblast, je ta študija pokazala, da so Italijani zasedli vzhodni del do linije, ki je povezovala Toulon – Gap – Grenoble – Chambéry – Annecy – Ženevo. Kraji, ki so jih zasedli Italijani zahodno od tega, so bili maloštevilni ali prehodni. 
Po kapitulaciji Italije septembra 1943 so se italijanske okupacijske sile umaknile iz okupiranih francoskih ozemelj, katere so Italijani nato vrnili nazaj Francozom. Toda kmalu zatem, so ta območja zasedli Nemci. Osvobojena so bila šele leta 1944 s strani zaveznikov.